# Leopecten
Leopecten is een geslacht van tweekleppigen uit de  familie van de Pectinidae (mantelschelpen). 

## Soorten
- Leopecten cocosensis Waller, 2007
- Leopecten diegensis (Dall, 1898)
- Leopecten isabellensis Waller, 2007
- Leopecten sericeus (Hinds, 1845)
- Leopecten stillmani (Dijkstra, 1998)